# Vera Mamontova
Vera Mamontova (en russe : Вера Саввична Мамонтова), dont le nom d'épouse deviendra Samarina, est née le 20 octobre 1875 et morte le 27 décembre 1907. Fille de Savva Mamontov, représentant de la célèbre famille russe d'industriels et mécènes Mamontov, elle sert de modèle, notamment, au tableau du peintre Valentin Serov La Jeune Fille aux pêches, pour lequel elle a posé en 1887 à l'âge de 12 ans. Les peintres Viktor Vasnetsov , Nikolaï Kouznetsov ou Mikhaïl Vroubel ont également réalisé son portrait ou utilisé ses traits pour créer un personnage de leurs toiles.
Les surnoms et diminutifs qui sont utilisés pour la désigner en privé sont Veroucha et Iachka.

## Modèle de peintures
Vsevolod Momontov, le frère aîné de Véra se souvient : « Le peintre était très amical avec mes sœurs, qui étaient beaucoup plus jeunes qui lui (Serov avait 22 ans), et en même temps il supportait étonnamment toutes leurs espiègleries… C'est sur base de cette amitié qu'a été créé son tableau La Jeune Fille aux pêches, une des perles de la peinture russe de portraits. C'est seulement grâce à son amitié que Serov a réussi à convaincre ma sœur de poser pour lui. Une jeune fille de 12 ans, pétulante, se détend, court, plaisante par un beau jour d'été. Et puis la voilà assise à l'intérieur à une table... et il ne faut plus qu'elle bouge. Le travail de Serov a demandé de nombreuses séances, et Véra a dû poser de nombreuses heures ».
Viktor Vasnetsov se souvient de la création de son tableau à lui Alionouchka (ru) et écrit ceci : « … Je ne vous cacherai pas que c'est le visage de Vera Mamontova et en particulier ses yeux que je voyais en composant ma toile Alionouchka ». Mais son modèle immédiat était en fait une autre fille, pauvre orpheline du village voisin d'Akhtyrka où il travaillait, une fille à la coiffure simple, pleine de nostalgie et de tristesse purement russe.  

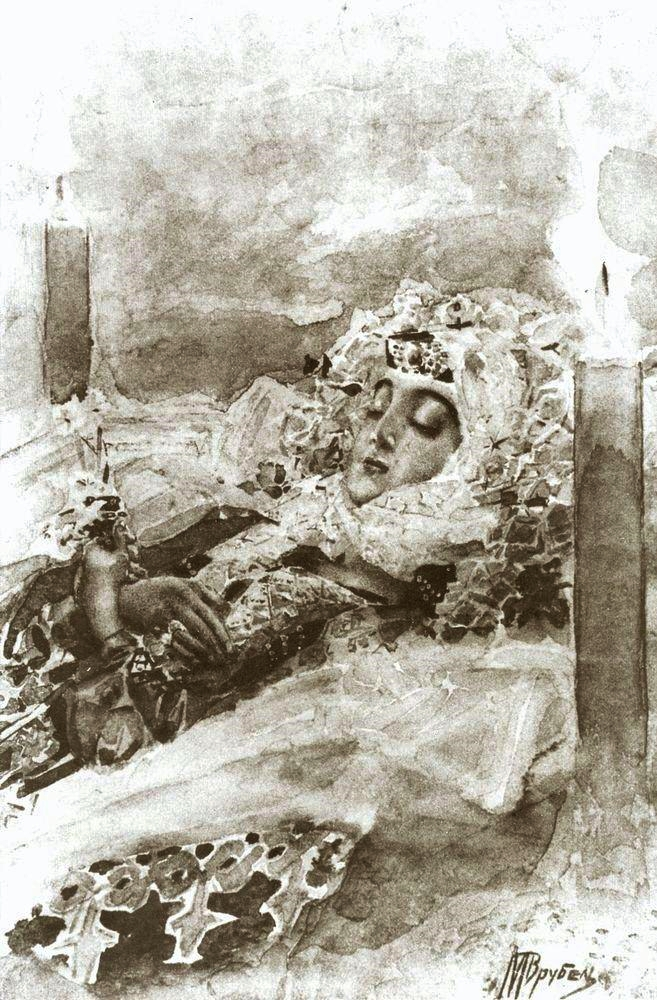
Tamara dans la tombe, M. Vroubel, 1890.

Le tableau de Mikhaïl Vroubel, Tamara dans la tombe reprend également Véra Mamontova comme modèle pour illustrer le poème de Mikhaïl Lermontov Le Démon. Comme le note la critique Anna Vtcherachniaïa, sur le dessin de Vroubel réalisé à l'aquarelle noire et sinistre, Véra était déjà morte. Présage funeste d'une mort précoce ?.

## Famille
Véra Mamontova épousa Alexandre Samarine (ru), le 26 janvier 1903, après de longues fiançailles, du fait que la famille du mari était d'origine noble.
De cette union naquirent : 
- Iouri (1904-1965), philologue[4].
- Élisabetha, Tchernychiova par son mariage (Чернышёва) (1905-1985), autrice de mémoires.
- Sergueï (1907-1913).

## Décès
Véra est décédée d'une pneumonie aiguë, en décembre 1907, à l'âge de 32 ans. En souvenir d'elle, son mari a fait construire l'église de la Trinité Jivonatchalnoï à Averkievo (ru) dans les environs de Pavlovski Possad. Véra est inhumée dans la propriété de son père près de l'église d'Abramtsevo.